# Gråbomalmätare
Gråbomalmätare (Eupithecia succenturiata) är en fjärilsart som beskrevs av Carl von Linné 1758. Gråbomalmätare ingår i släktet Eupithecia och familjen mätare. Arten är reproducerande i Sverige. Inga underarter finns listade i Catalogue of Life.

## Bildgalleri

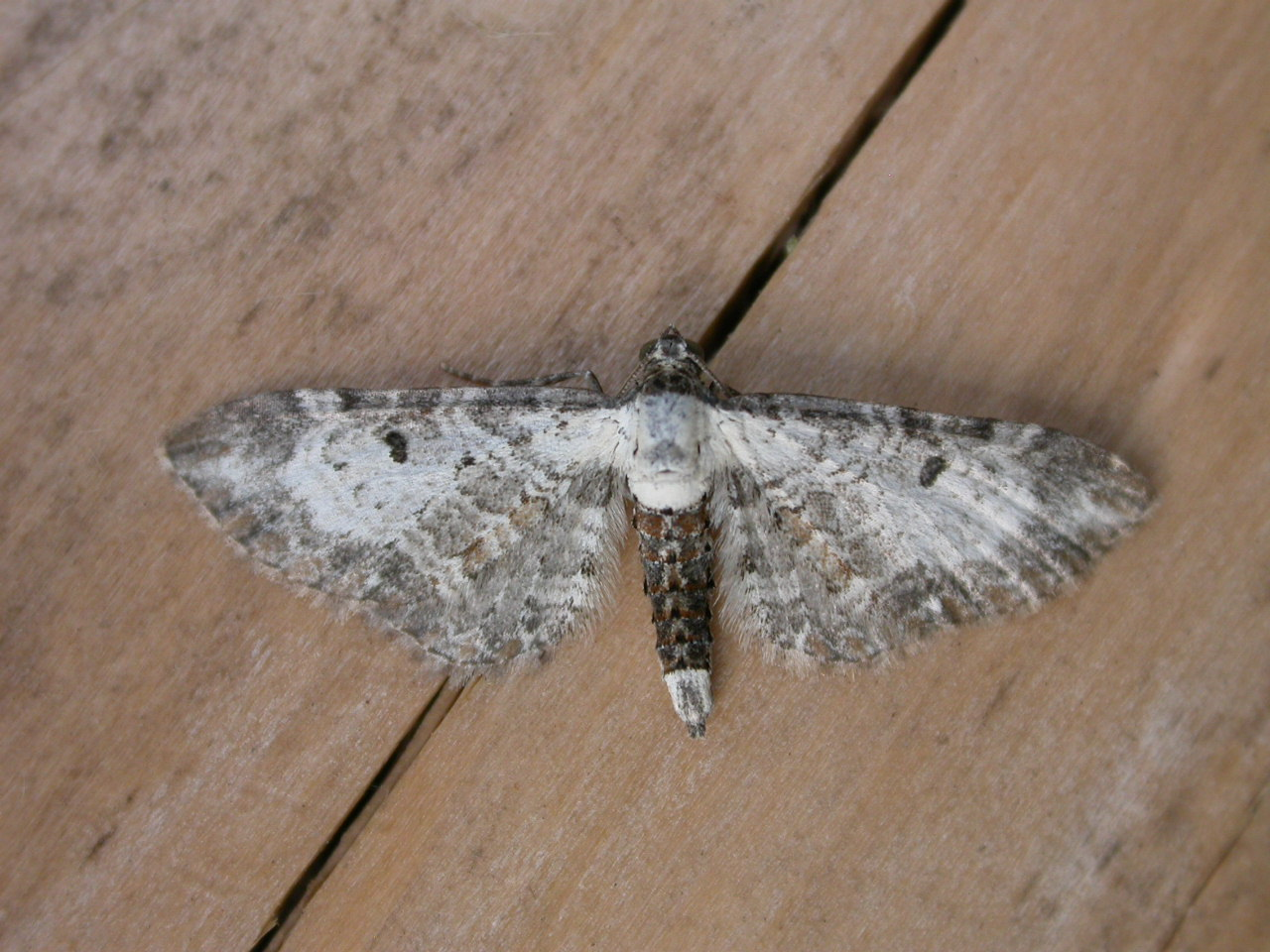